# Oud-Berkenroede
Oud-Berkenroede is een buitenplaats in Heemstede, die ten noorden ligt van een gebouw dat nu Berkenrode heet, maar dat vroeger Westerduin heette. De verwarring ligt in het feit dat alle 17e- en 18e-eeuwse gebouwen in dit gebied (ook het huis 'Welgelegen' dat aan de andere kant van de Herenweg staat), zich ooit in het plaatsje Berkenrode bevonden. De heerlijkheid Berkenrode was sinds 1466 niet meer in handen van de heren van Heemstede. Echter, de eigenaren kochten het plaatsje meestal om de titel, en woonden er doorgaans niet. Misschien was dit de reden dat de oorspronkelijke gebouw van de heerlijkheid steeds werd afgebroken. Nu rest alleen nog een vierkante vijver achter het huidige Berkenrode, als herinnering aan de heerlijkheid Berkenrode.
Het nog bestaande herenhuis 'Oud Berkenrode' dateert uit de 18e eeuw. Toenmalig eigenaar Pieter de la Court, uit een Leidse regentenfamilie en onder andere in 1769 burgemeester van Amsterdam, noemde zijn buiten 'Oud Berkenrode', hetgeen tot een jarenlange juridische strijd (van 1658 tot 1749) leidde met de eigenaren van de feitelijk oudere heerlijkheid Berkenrode. Mattheus Lestevenon was een eigenaar van de heerlijkheid die zichzelf graag Mattheus Lestevenon van Berkenrode noemde. De titel verschafte hem aanzien in zijn diplomatieke werk. Hij woonde in Den Haag (Lange Voorhout), Parijs (als ambassadeur), en Amsterdam (Keizersgracht). Uiteindelijk is de naam 'Oud Berkenroede' overeengekomen. In 1745 liet Pieter de la Court de naam Oud Berkenroede op het hek zetten.
In 1775 werd de buitenplaats door Adriaan van der Hoop, weduwnaar van Anna de la Court, overgedragen op Margaretha Elisabeth Loot. Haar weduwnaar Geerlich van der Nulft verkocht de buitenplaats in 1793 aan Cornelia Catharina Hodshon. Zij is vooral bekend als de vermogende 'Keetje' Hodshon, die in 1794 een groot herenhuis liet bouwen aan het Spaarne in Haarlem, onder architectuur van Abraham van der Hart bekend als het Hodshonhuis en sinds 1841 in eigendom van de Hollandsche Maatschappij der Wetenschappen.
Van 1891 tot 1904 woonde op Oud-Berkenroede de Heemsteedse burgemeester David Eliza van Lennep. Op de percelen van de vroegere tuin aan de achterzijde tot de Leidsevaart is in de jaren 1930 de Letterkundigenwijk aangelegd. Door het echtpaar Croon-Laimböck is na 1956 het herenhuis grondig gerestaureerd.

## Godfried Bomans
Vanaf 1933 werd het bewoond door Jan Bomans, de vader van de Nederlandse schrijver Godfried Bomans. Godfried schreef hier zijn eerste sprookjes en verhalen van Pieter Bas.
Vanaf 1954 was Ernst van Eeghen (1920-2007), telg uit een oud Amsterdams koopmansgeslacht, eigenaar van het landgoed - tegenwoordig exclusief het voorhuis aan de Herenweg dat als kantoorruimte fungeert.